# Andor Lilienthal
Andor Lilienthal (Moscou, 5 de maio de 1911 – Budapeste, 8 de maio de 2010) foi um jogador de xadrez da Hungria com participações nas Olimpíadas de xadrez de 1933, 1935 e 1937. Lilienthal conquistou duas medalhas de ouro em 1933 e 1935 nos tabuleiros reserva e segundo, respectivamente e a medalha de prata em 1937 no primeiro tabuleiro.

## Biografia
Lilienthal, de origem judaica, nasceu em Moscou, Império Russo, e mudou-se para a Hungria aos dois anos de idade. Ele jogou pela Hungria em três Olimpíadas de Xadrez: Folkestone 1933 (marcando +7−0=6 como reserva, o quinto jogador do time), Varsóvia 1935 (marcando +11−0=8 no segundo tabuleiro) e Estocolmo 1937 (marcando +9−2=6 no primeiro tabuleiro, levando sua equipe à medalha de prata). Ele ganhou a medalha de ouro individual por sua prancha (reserva e segunda prancha, respectivamente) nas Olimpíadas de 1933 e 1935, e teve o quarto melhor resultado na primeira prancha em 1937. Sua pontuação total nas Olimpíadas foi de 75,51%.
Emigrando para a União Soviética em 1935, Lilienthal tornou-se cidadão soviético em 1939. Ele jogou oito vezes no Campeonato de Xadrez da URSS. Seu melhor resultado veio no campeonato de 1940, quando empatou em primeiro lugar com Igor Bondarevsky, à frente de Smyslov, Paul Keres, Isaac Boleslavsky, Botvinnik, e outros 14 jogadores. Ele se classificou para o Torneio de Candidatos uma vez, em 1948.
De 1951 a 1960 foi o treinador de Tigran Petrosian. Lilienthal começou uma amizade com Vasily Smyslov em 1938, e foi o segundo de Smyslov em suas partidas pelo campeonato mundial contra Botvinnik. Ele se aposentou do torneio em 1965 e voltou para a Hungria em 1976. Seu último torneio foi Zamárdi 1980, onde terminou em sexto no grupo B, marcando +3−1=11.
Lilienthal permaneceu ativamente envolvido no mundo do xadrez em sua nona década. Ele morreu em 8 de maio de 2010 aos 99 anos; foi relatado que ele estava doente há algum tempo.
De acordo com Boris Spassky, Robert James Fischer aprovou apenas três enxadristas que poderiam carregar seu caixão em seu funeral: Andor Lilienthal, Lajos Portisch e Boris Spassky.